# Jewhen Petruszewycz
Jewhen Omelanowicz Petruszewycz, ukr. Євген (lub Евген) Омелянович Петрушевич, pol. Eugeniusz Petruszewicz (ur. 3 czerwca 1863 w Busku, zm. 29 sierpnia 1940 w Berlinie) – ukraiński adwokat, polityk, przywódca (prezydent, później upoważniony dyktator) Zachodnioukraińskiej Republiki Ludowej.

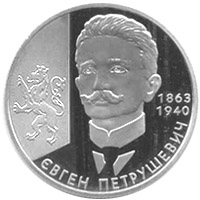
Podobizna Petruszewicza na ukraińskiej monecie 2 hrywny

## Życiorys
Ukończył ukraińskie gimnazjum akademickie we Lwowie, a następnie Wydział Prawa Uniwersytetu Lwowskiego, uzyskując stopień doktora praw.
Jako adwokat krajowy prowadził praktykę adwokacką przy ul. Mickiewicza, 6 we Lwowie, potem w Sokalu (1897–1905), będąc jednocześnie prezesem miejskiej organizacji towarzystwa Proswita oraz Powiatowej Kasy Oszczędności.
W marcu 1897 jako jeden z przedstawicieli powszechnego komitetu mieszczańskiego poparł kandydatury dra Karola Lewakowskiego i Henryka Rewakowicza podczas wyborów ściślejszych. W latach 1907–1918 był posłem do Reichsratu w Wiedniu, sprawując funkcję wiceprzewodniczącego koła ukraińskiego. Od 1910 roku był posłem do Sejmu Krajowego Galicji we Lwowie; jako kandydat środowiska Ukraińców startował w wyborach uzupełniających o mandat IX kadencji zwolniony po dr. Jewhenie Ołesnyckim w IV kurii (gminy wiejskie) w okręgu nr 33 Stryj, 6 września 1910 zdobył 126 głosów i pokonał kandydata środowiska Starorusinów Aleksandra Sawiuka (45 głosów). Prowadził walkę o zmianę niesprawiedliwej dla Ukraińców ordynacji wyborczej, uwieńczoną sukcesem w roku 1914. Podczas jednej z sesji Sejmu Krajowego wysunął publicznie wobec Polaków żądanie opuszczenia Galicji Wschodniej.. W roku 1910 otworzył kancelarię adwokacką w Skolem (prowadzoną w latach 1910–1914 i 1915–1918).
19 października 1918 został wybrany przewodniczącym Ukraińskiej Rady Narodowej, a 4 stycznia 1919 – prezydentem Zachodnioukraińskiej Republiki Ludowej. Po połączeniu ZURL z Ukraińską Republiką Ludową wszedł w skład Dyrektoriatu URL. Z Dyrektoriatu usunięto go w czerwcu, kiedy przyjął funkcję dyktatora Zachodnioukraińskiej Republiki Ludowej. Miało to związek z dążeniem reszty Dyrektoriatu do sojuszu z Polską kosztem Galicji Wschodniej.
W lipcu 1919 udał się wraz z rządem ZURL do Kamieńca Podolskiego, a następnie w połowie listopada 1919 na emigrację do Wiednia. Podejmował bezskuteczne starania o uznanie przez mocarstwa zachodnie prawa do samostanowienia Galicji Wschodniej, poprzez m.in. podtrzymywanie antypolskich nastrojów. Paryska konferencja pokojowa zatwierdziła 25 czerwca 1919 administrację tymczasową Polski na terytorium Galicji Wschodniej. Państwa Ententy i organy przez nie wyłonione (Rada Ambasadorów, Rada Ligi Narodów) do 14 marca 1923 uznawały Galicję Wschodnią za terytorium sporne, nie należące do państwa polskiego, nad którym suwerenność sprawują państwa Ententy na mocy traktatu pokojowego Ententy z Austrią. Ententa nigdy nie uznała również de iure Zachodnioukraińskiej Republiki Ludowej. W odniesieniu do terytorium Galicji Wschodniej próbowała wprowadzić rozwiązania prowizoryczne, długoletniego (25 lat) mandatu dla Polski na zarządzanie Galicją, przy zapewnieniu temu terytorium statusu autonomii terytorialnej. Po upływie okresu mandatu miało nastąpić rozstrzygnięcie plebiscytowe. Intencją polityczną państw Ententy w czasie podejmowania tych rozstrzygnięć, było zachowanie terytorium Galicji Wschodniej dla białej Rosji. Polska sprzeciwiała się tym koncepcjom, jednocześnie realizując na administrowanym terytorium politykę faktów dokonanych, integrujących je z państwem polskim.
Po utrwaleniu władzy sowieckiej w Rosji i upadku oczekiwań na restytucję Rosji niebolszewickiej, 15 marca 1923 Rada Ambasadorów uznała suwerenność Polski na terytorium Galicji Wschodniej, przy zastrzeżeniu wprowadzenia przez Polskę statusu autonomicznego dla tego terytorium, czego surogat stanowiła ustawa o samorządzie wojewódzkim z września 1922, stwierdzająca już w samym tytule szczególny charakter terytorium Galicji Wschodniej w ramach państwa polskiego.
W związku z decyzją Rady Ambasadorów rząd ZURL, przebywający na emigracji w Wiedniu rozwiązał się 15 marca 1923. Petruszewycz wraz z najbliższymi współpracownikami przeniósł się do Berlina, gdzie miał większe możliwości działania niż w stolicy Austrii. W Berlinie nawiązał w połowie 1923 poufny kontakt z Władimirem Aussemem – posłem USRR, a następnie radcą poselstwa ZSRR w Republice Weimarskiej. W konsekwencji podjętych wówczas ustaleń Moskwa zaczęła finansować emigracyjny ośrodek ZURL, finansowanie Petruszewycza i jego środowiska przez ZSRR trwało od połowy 1923 do początku lat 30. XX w. W okresie 1929-31 wysokość regularnych dotacji na utrzymanie dyktatora i „jego berlińskiego aparatu” z budżetu pełnomocnika Narkomindiełu (ludowy komisariat spraw zagranicznych ZSRR) wynosiła 1000–1200 USD miesięcznie. W konsekwencji w latach 1924–1929 Petruszewycz przeszedł na pozycje prosowieckie, popierając tzw. politykę ukrainizacji na Ukrainie Sowieckiej (prowadzoną w latach 1922–1929 przez bolszewików). Polityka Petruszewycza spotkała się z krytyką jego dotychczasowych współpracowników, z których część w konsekwencji w roku 1925 utworzyła we Lwowie Ukraińskie Zjednoczenie Narodowo-Demokratyczne (UNDO). Po rezygnacji bolszewików z polityki ukrainizacji i eskalacji terroru (kolektywizacja i wielki głód na Ukrainie (1932)) wycofał się z poparcia ZSRR, pozostając na ukraińskiej scenie emigracji politycznej w faktycznej izolacji. Zmarł w Berlinie, w dzielnicy Hermsdorf, pochowany na berlińskim Cmentarzu Św. Jadwigi, w niepodległej Ukrainie prochy zmarłego przeniesiono na Cmentarz Łyczakowski we Lwowie.